# Kaltluftstau
Kaltluftstau bezeichnet eine Störung der Frischluftzufuhr einer Niederung oder eines Tals durch Gebäude oder andere Hindernisse. Durch die tageszeitliche Temperaturschwankung sowie unterschiedliche Bebauung und Orographie entstehen zwischen verschiedenen Gebieten wechselnde Luftströmungen. Insbesondere strömt im Sommer nachts kalte, schwerere Luft aus höher gelegenen Gebieten in bebaute Talkessel. 
Diese Luft ist zur Frischluftzufuhr der Tallage erforderlich. Der Luftstrom findet oft in nur wenige Meter hohen Schichten statt.
Wenn durch Baumaßnahmen dieser Luftstrom unterbrochen wird, hat dies Auswirkungen auf das Kleinklima, als Folge entsteht daraus ein Kaltluftstau. Typische Eingriffe in Kaltluftströme sind großflächige oder hohe Gewerbegebäude sowie Dammschüttungen für Verkehrswege. Im Zuge der Planung müssen solche Luftströmungen beachtet werden.
Mit dem Kaltluftabflussmodell KLAM 21 lassen sich Kaltluftströme berechnen und modellieren.

## Lösungen
Zur Abminderung der Auswirkungen sind denkbar:
- veränderte Anordnung der Gebäude
- veränderte Trassierung des Verkehrsweges
- Anhebung des Verkehrsweges und Freigabe ausreichender Querschnitte für die strömende Luft durch Brücken
- Freilegen alternativer Wege für die Luftströmungen durch landschaftsgestaltende Maßnahmen (Wald beseitigen / Wiesen / Teiche)